# 1. deild kvinnur (2020)
W roku 2020 odbyła się 35. edycja 1. deild kvinnur Wysp Owczych – drugiej ligi piłki nożnej kobiet na Wyspach Owczych. W rozgrywkach brało udział 8 klubów z całego archipelagu. Przed rozpoczęciem sezonu swój udział wycofał NSÍ II Runavík.
Dwie drużyny, AB Argir/B71 Sandoy z miejsca pierwszego i 07 Vestur z miejsca drugiego awansowały do wyższego poziomu rozgrywek.

## Uczestnicy
| Uczestnicy 1. deild kvinnur 2019                                                                              | Uczestnicy 1. deild kvinnur 2019 | Uczestnicy 1. deild kvinnur 2019             | Uczestnicy 1. deild kvinnur 2019 |
| --- | -------------------------------- | -------------------------------------------- | -------------------------------- |
| 07 | 07 Vestur                        | Sørvágur                                     |                                  |
| AB | AB Argir                         | Argir                                        |                                  |
| AB71 | AB Argir/B71 Sandoy              | Sandur                                       |                                  |
| HBII | HB II Tórshavn                   | Tórshavn                                     |                                  |
| KÍII | KÍ II Klaksvík                   | Klaksvík                                     |                                  |
| NSÍII | NSÍ II Runavík                   | Runavík                                      |                                  |
| TFR | TB/FCS/Royn                      | Trongisvágur / Vágur / Hvalba                |                                  |
| Nowi uczestnicy                                                                                               |                                  |                                              |                                  |
| ÍVBII | ÍF/Víkingur/B68 II               | Fuglafjørður / Norðragøta / Leirvík / Toftir |                                  |
| Oznaczenia: - kolumna pierwsza – skróty nazw drużyn, - kolumna trzecia – miejsce zajęte w poprzednim sezonie. |                                  |                                              |                                  |

## Tabela ligowa
| Lp. | Drużyna                     | M  | Z  | R | P | Bramki | Bramki | Różn. | Pkt | Uwagi                 |
| --- | --------------------------- | -- | -- | - | - | ------ | ------ | ----- | --- | --------------------- |
| 1   | AB Argir/B71 Sandoy (M) (A) | 12 | 10 | 0 | 2 | 63     | 9      | +54   | 30  | Awans do Betrideildin |
| 2   | 07 Vestur (A)               | 11 | 7  | 1 | 3 | 33     | 19     | +14   | 22  | Awans do Betrideildin |
| 3   | HB II Tórshavn1             | 12 | 8  | 0 | 4 | 24     | 19     | +5    | 21  |                       |
| 4   | ÍF/Víkingur/B68 II          | 12 | 5  | 1 | 6 | 16     | 25     | −9    | 16  |                       |
| 5   | TB/FCS/Royn                 | 12 | 4  | 1 | 7 | 18     | 27     | −9    | 13  |                       |
| 6   | KÍ II Klaksvík              | 11 | 2  | 1 | 8 | 18     | 56     | −38   | 7   |                       |
| 7   | AB Argir2                   | 12 | 3  | 0 | 9 | 21     | 38     | −17   | 6   |                       |
| 8   | NSÍ II Runavík              | 0  | 0  | 0 | 0 | 0      | 0      | 0     | 0   | Drużyna wycofana      |

## Wyniki spotkań
| Gospodarz \ Gość    | 07  | AB   | AB71 | HBII | ÍVBII | KÍII | NSÍII | TFR  |
| 07 Vestur           |     | 4:1  | 1:4  | 1:0  | 3:3   | 1    |       | 5:1  |
| AB Argir            | 2:4 |      | 0:5  | 1:3  | 3:0   | 6:0  |       | 5:0  |
| AB Argir/B71 Sandoy | 4:1 | 5:1  |      | 1:2  | 4:0   | 12:0 |       | 3:02 |
| HB II Tórshavn      | 0:6 | 3:0  | 0:6  |      | 5:0   | 4:0  |       | 0:32 |
| ÍF/Víkingur/B68 II  | 1:0 | 3:02 | 0:1  | 0:1  |       | 3:1  |       | 2:0  |
| KÍ II Klaksvík      | 1:4 | 7:0  | 3:18 | 1:3  | 2:4   |      |       | 1:0  |
| NSÍ II Runavík      |     |      |      |      |       |      |       |      |
| TB/FCS/Royn         | 2:4 | 4:2  | 1:0  | 0:3  | 5:0   | 2:2  |       |      |

Aktualne na 23 października 2020. Źródło: FaroeSoccer.com
Objaśnienia:
1Drużyna gospodarzy jest wymieniona po lewej stronie tabeli.
Kolory: zielony – zwycięstwo gospodarzy, żółty – remis, różowy – zwycięstwo gości.
Objaśnienia:
1. Mecz odwołany.
2. Mecz oddany walkowerem.